# S. Sylvan Simon
Samuel Sylvan Simon (* 9. März 1910 in Chicago, Illinois, USA; † 17. Mai 1951 in Beverly Hills, Kalifornien) war ein US-amerikanischer Filmregisseur.

## Leben
S. Sylvan Simon, dessen Vater David Simon für die Universal Pictures arbeitete, besuchte nach Abschluss der Highschool ab 1927 die Universität von Michigan. Im Jahr 1931 erfolgte der Universitätsabschluss. Ein Jahr lang arbeitete Simon als Sprachtrainer und Regieassistent beim Radio. Dort begann er Radiokurse zum Erlernen eines Musikinstruments zu senden.
Simon zog nach New York, um an der Columbia Law School Jura zu lernen. Im Jahr 1935 beendete er sein Studium. Am Summer Theatre in New York wurde er Regisseur, danach wurde er von Warner Bros. als Talentscout eingesetzt. Daneben führte er am Broadway Regie bei den Stücken Lysistrata und Girls in Uniform. 
Ein Vertrag mit Universal Pictures zog ihn an die Westküste. Er inszenierte einen Kurzfilm mit dem Titel Hollywood Screen Test, der seinen Ruf festigte. In der Folgezeit beschäftigte ihn Universal als Regisseur und Produzent. Unter seiner Regie spielten unter anderem Lana Turner, Frank Morgan, Ann Rutherford, Red Skelton, Wallace Beery und das Komikerduo Abbott und Costello. Sein größter Erfolg war 1951 die Oscarnominierung in der Kategorie Bester Film, die er für seine Arbeit als Produzent von Die ist nicht von gestern (Born Yesterday) erhielt.
Im Alter von 41 Jahren erlitt S. Sylvan Simon einen Herzanfall, an dessen Folgen er verstarb.

## Filmografie

### Als Regisseur
- 1937: A Girl with Ideas
- 1937: Prescription for Romance
- 1938: The Crime of Doctor Hallet
- 1938: Nurse from Brooklyn
- 1938: The Road to Reno
- 1938: Spring Madness
- 1939: Four Girls in White
- 1939: The Kid from Texas
- 1939: These Glamour Girls
- 1939: Nicht schwindeln, Liebling (Dancing Co-Ed)
- 1940: Two Girls on Broadway
- 1940: Sporting Blood
- 1940: Dulcy
- 1940: Keeping Company
- 1941: Washington Melodrama
- 1941: Whistling in the Dark
- 1942: The Bugle Sounds
- 1942: Rio Rita
- 1942: Grand Central Murder
- 1942: Tish
- 1942: Gespensterjagd in Dixie (Whistling in Dixie)
- 1943: Salute to the Marines
- 1943: Gangsterjagd in Brooklyn (Whistling in Brooklyn)
- 1944: Song of the Open Road
- 1945: Son of Lassie
- 1945: Abbott und Costello in Hollywood (Abbott and Costello in Hollywood) (& Produzent)
- 1946: Eine Falle für den Banditen (Bad Bascomb)
- 1946: Sambafieber (The Thrill of Brazil)
- 1946: The Cockeyed Miracle
- 1947: Her Husband's Affairs
- 1948: I Love Trouble (& Produzent)
- 1948: Dieser verrückte Mr. Johns! (The Fuller Brush Man) (& Produzent)
- 1948: Der Superspion (A Southern Yankee) (ungenannt)
- 1949: Der Berg des Schreckens (Lust for Gold) (& Produzent)

### Als Produzent
- 1949: Unerschütterliche Liebe (Shockproof) (ungenannt)
- 1949: Miss Grant Takes Richmond
- 1950: Father is a Bachelor
- 1950: The Good Humor Man
- 1950: Seine Frau hilft Geld verdienen (The Fuller Brush Girl)
- 1950: Die ist nicht von gestern (Born Yesterday)